# アフマト・タワー
アフマト・タワー,アフマトタワー(ロシア語: Ахмат-тауэр）はロシアのチェチェン共和国のグロズヌイに建設されている高層ビル。高さは435m,100階建てを予定している。名前はチェチェン共和国初代大統領アフマド・カディロフにちなんでつけられた。2015年に着工され、2020年の完成を予定している。基礎部分は2016年7月には3/4がすでになされている。デザインはナフ人の伝統建築(en:Nakh architecture)に強く影響を受けている。またデザイン/高さともに大きな変更が一度なされた。オフィス・ホテル・レストラン・住宅等が収容される予定。予定地の近くには高層ビル群(en:Grozny-City Towers)やモスクの(ru:Сердце Чечни)がすでに建てられている。